# Santa Margherita (Raffaello)
Santa Margherita  è un dipinto a olio su tavola trasportato su tela (178x122 cm) di Raffaello e aiuti, databile al 1518 circa e conservato nel Museo del Louvre di Parigi. Una seconda versione (192x122 cm), databile allo stesso periodo, è conservata nel Kunsthistorisches Museum di Vienna.

## Storia
L'opera fa probabilmente parte di quel lotto di dipinti di Raffaello che Leone X volle inviare a Francesco I di Francia nel 1518, assieme alla Grande Sacra Famiglia, San Michele che sconfigge Satana e il Ritratto di Dona Isabel de Requesens. La santa era stata scelta per omaggiare la sorella del re, Marguerite d'Angoulême, duchessa d'Alençon
Vasari riportò come l'opera venne dipinta da Giulio Romano su disegno del maestro; oggi è certamente riferita alla bottega.
Verso il 1540 il Primaticcio restaurò l'opera e nel XVI secolo fu gravemente danneggiata da un incendio; nel XVIII secolo venne trasportata da tavola su tela: per tutti questi fattori lo stato di conservazione è oggi molto compromesso.

## Descrizione e stile
La santa è ritratta a tutta figura su uno sfondo scuro di alberi e rocce mentre, con la palma del martirio in mano, compie una rotazione per girarsi verso lo spettatore. Indossa una veste azzurra con manto rosso ed è circondata dal terribile mostro della sua leggenda, le cui spire però non impauriscono la santa, che pare anzi impassibile e trionfante. Essa infatti gli pesta un'ala, causando al mostro l'atroce convulsione che lo porta a spalancare le fauci.
Esiste un'altra versione di una Santa Margherita della bottega di Raffaello (olio su tavola di pioppo, 192x122 cm) nel Kunsthistorisches Museum, in cui la santa ha una posa diversa, crocifisso alla mano, ma molto simili sono il mostro e l'ambientazione. L'opera proviene dalle collezioni dell'avvocato e diplomatico di Venezia Zuanantonio Venier (1528), da dove passò per varie collezioni private in Inghilterra e in Belgio prima di approdare al museo austriaco.